# Council Bluffs (Iowa)
Council Bluffs város az USA Iowa államában, Pottawattamie megyében, melynek megyeszékhelye is. Lakosainak száma 62 799 fő (2020. április 1.).
A város a legnépesebb Iowa állam délnyugati részén, és az Omaha-Council Bluffs metropolisztérség egyik elsődleges városa. A Missouri folyó keleti partján fekszik, szemben a nebraskai Omaha városával. Council Bluffs legalább 1853-ig Kanesville néven volt ismert, a mormonok útjának történelmi kiindulópontja. Kanesville egyben a többi kivándorlási útvonal legészakibb horgonyzóvárosa is, mivel itt volt egy gőzhajó, amellyel a szekereiket és a marháikat átjuttatták a Missouri folyón. 1869-ben Council Bluffsnál csatlakozott az első transzkontinentális vasútvonal a már meglévő amerikai vasúthálózathoz.

## Népesség
A település népességének változása:
| Lakosok száma | 58 268 | 62 230 | 62 799 |
|               | 2000   | 2010   | 2020   |